# アンドレアス・フォン・ザクセン＝コーブルク・ウント・ゴータ
アンドレアス・プリンツ・フォン・ザクセン＝コーブルク・ウント・ゴータ（ドイツ語: Andreas Michael Armin Siegfried Hubertus Friedrich-Hans Prinz von Sachsen Coburg und Gotha、1943年3月21日 - 2025年4月3日）は、ドイツ・テューリンゲン地方の旧諸侯ザクセン＝コーブルク＝ゴータ公爵家の家長（1998年 - 2025年）。ドイツとイギリスの国籍を有した。

## 経歴
ザクセン＝コーブルク＝ゴータ公爵家家長フリードリヒ・ヨシアスと、その最初の妻のゾルムス＝バールト伯爵夫人ヴィクトリア・ルイーゼの間の一人息子としてカーゼル＝ゴルツィヒのカーゼル城で生まれた。両親は従兄妹同士だったが、アンドレアスが生まれて3年後の1946年には離婚した。1949年、ベルヒテスガーデンに駐留していたアメリカ占領軍の将校リチャード・ウィッテンと再婚した母とともに継父の母国アメリカ合衆国のニューオーリンズに移住し、当地で教育を受けた。
1965年、ベトナム戦争に際して徴兵忌避のためにアメリカを出て西ドイツのコーブルクに移った。1966年から1968年にかけて、兵役によりオイティーン駐屯の第6装甲偵察大隊（Panzeraufklärungsbataillon 6）に配属された。その後、林業関係企業の実習生を経て1969年から1971年まで、ハンブルクの林業専門学校で学んだ。1971年6月18日、ハンブルクにおいて工場経営者の娘カリン・ダーベルシュタイン（Carin Dabelstein, 1946年 - ）と結婚した。この結婚は、公爵家家内法に定められた対等結婚の規定に反する貴賤結婚であったが、父フリードリヒ・ヨシアスの承諾を得たため、家督相続の見地からは正当な結婚と認められた。
1998年に父の死により家督を相続し、バイエルン、テューリンゲン、オーストリアなど各地に公爵家が所有する森林や、多くの城館・地所を経営した。
2025年4月3日、コーブルクで死去。82歳没。

## 子女
妻カリンとの間に2男1女を儲けた。
- シュテファニー・ジビラ（1972年 - ）
- フーベルトゥス・ミヒャエル（英語版）（1975年 - ） - 2009年、アメリカ人女性ケリー・ロンデストヴェットと結婚
- アレクサンダー・フィリップ（1977年 - ）